# Pomnik Bohaterów Warszawy

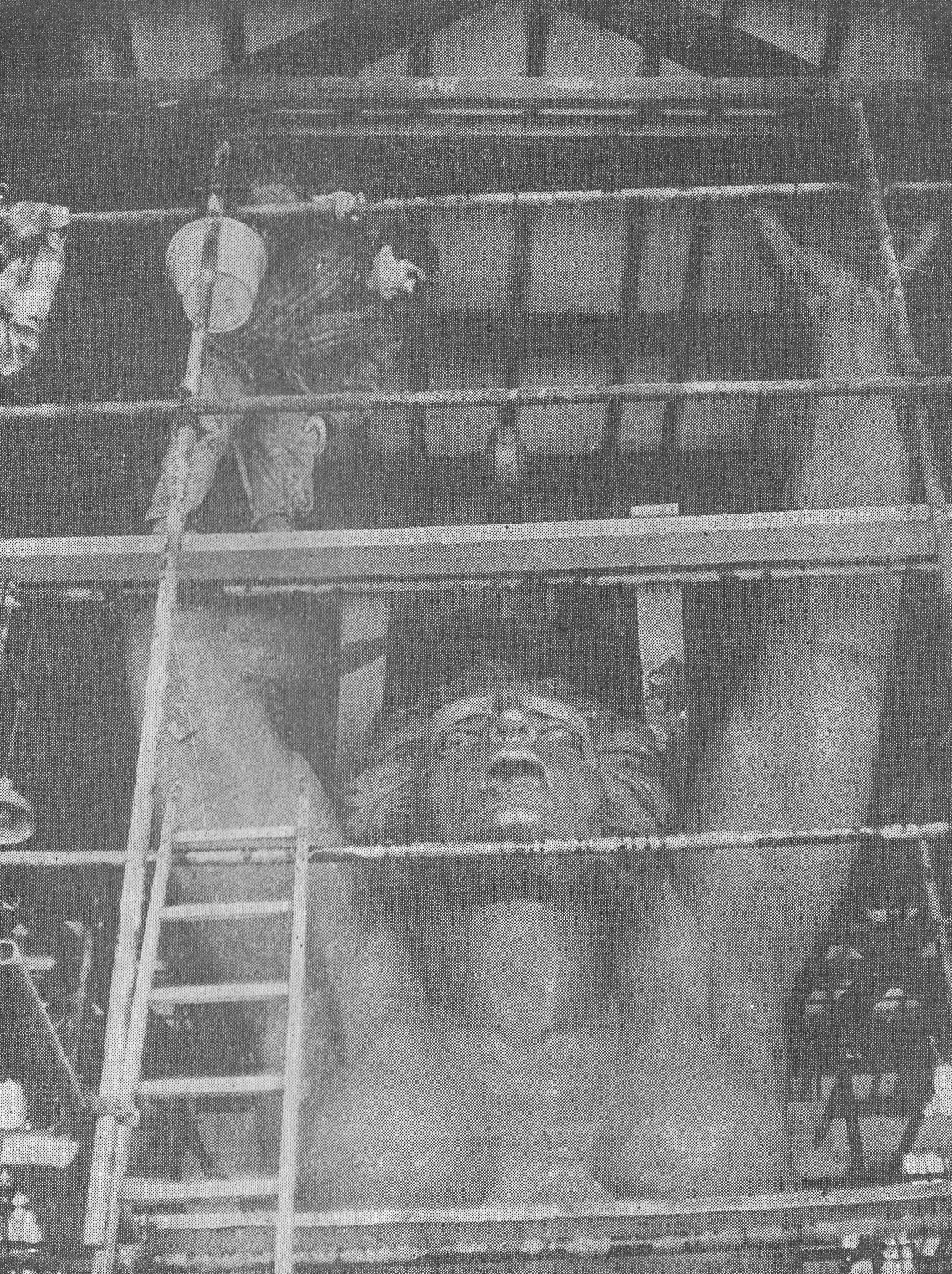
Prace nad rzeźbą

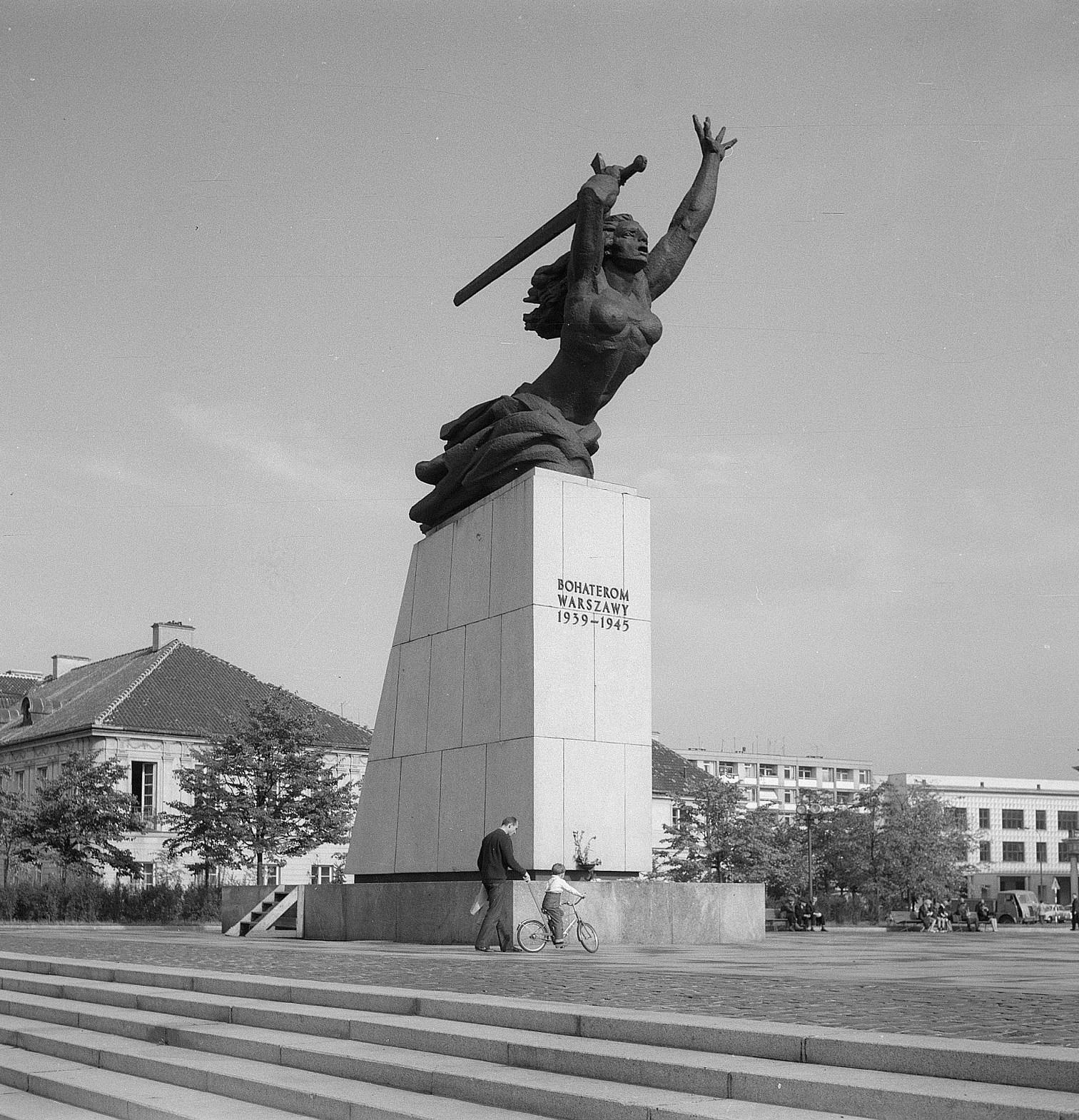
Monument w swojej pierwotnej lokalizacji na placu Teatralnym

Pomnik Bohaterów Warszawy (Warszawska Nike) – monument znajdujący się przy ul. Nowy Przejazd (przy skrzyżowaniu z aleją „Solidarności”) w Warszawie.

## Historia
30 lipca 1956 Stołeczna Rada Narodowa podjęła decyzję o budowie w stolicy pomnika Bohaterów Warszawy. Na ogłoszony w lutym 1957 pierwszy konkurs wpłynęło 196 prac z kraju i zagranicy, jednak nie przyniósł on rozstrzygnięcia. W styczniu 1959 rozpisano drugi konkurs z udziałem laureatów i autorów prac wyróżnionych w pierwszym konkursie. Spośród 106 projektów zwyciężyła praca Nike Warszawy rzeźbiarza Mariana Koniecznego oraz architektów Zagremmy i Adama Koniecznych. W mitologii greckiej Nike to bogini zwycięstwa.
Pomnik przedstawia półleżącą postać wznoszącej się kobiety z mieczem uniesionym nad głową i wzniesioną do góry lewą ręką. 10-tonowa rzeźba ma wysokość 7 oraz długość 6 metrów. Na granitowym cokole umieszczono napis: Bohaterom Warszawy 1939−1945.
W 1963 roku wykonaną w skali 1:1 makietę pomnika ustawiono na placu Teatralnym. Sprawdzono dwie potencjalne lokalizacje monumentu: przed frontonem gmachu Teatru Wielkiego oraz vis-a-vis gmachu, w miejscu zniszczonego w czasie II wojny światowej pałacu Jabłonowskich. Ponieważ obie lokalizacje budziły zastrzeżenia, zdecydowano się usytuować pomnik bliżej pałacu Blanka i zgrupowania zieleni przy trasie W-Z.
Rzeźba została odlana w Gliwickich Zakładach Urządzeń Technicznych. Wyzwaniem było odlanie sześciometrowego miecza o wadze około 1000 kilogramów. Wtopione wewnątrz stalowe pręty umożliwiają na odchylenie miecza o około 15 centymetrów podczas silnego wiatru. Monument został przewieziony w dwóch częściach ze Śląska platformami kolejowymi na Dworzec Gdański.

Pomnik został odsłonięty na placu Teatralnym 20 lipca 1964 roku (obecnie w tym miejscu znajduje się zrekonstruowany pałac Jabłonowskich). Monument upamiętnia wszystkich, którzy zginęli w mieście w latach 1939–1945, m.in. uczestników obrony Warszawy we wrześniu 1939, uczestników obydwu powstań – powstania w getcie warszawskim i powstania warszawskiego – oraz ofiary terroru niemieckiego w okupowanej stolicy. Z okazji uroczystości odsłonięcia monumentu przewodniczący społecznego komitetu budowy pomnika Janusz Zarzycki powiedział: 

Wolą ludności stolicy było dać wyraz pamięci i hołdu tym, którzy polegli w Warszawie w walce z hitlerowskim okupantem.

Odsłonięcie pomnika było jednym z akcentów obchodów 20-lecia Polskiej Rzeczypospolitej Ludowej. Budowa monumentu została sfinansowana ze składek społecznych oraz ze środków Społecznego Funduszu Odbudowy Stolicy. Twarzą Nike stała się dziewczynka z Grochowa, Anna (Hania) Tarczyńska.
Marian Konieczny, w dniu odsłonięcia monumentu, scharakteryzował swoje motywy twórcze, co do formy pomnika, na łamach prasy:

Pragnę, aby dzieło moje było przez wszystkich zrozumiane. Nie nęci i nie bawi mnie pogoń za efektem formalnym, który wywołuje nieokreślone przeżycia. Żywię wrodzoną niechęć do zaskakujących pomysłów i szokujących nadzwyczajności, wolę moje "ograniczenie" wrażliwości i wyobraźni, które każe mi budować pomnik sprawdzalny w odczuciu społecznym, rzeźbę niejako "przyziemną" w powszechnej jednoznaczności jej odbioru.
Zabierając się do pracy, to znaczy do projektu, starałem się pamiętać o takim akcencie plastycznym, który byłby łatwy do zapamiętania, jak np. Kolumna Zygmunta... Moim marzeniem było stworzyć nowy symbol Warszawy, tej najnowszej Warszawy, nasiąkniętej wojną i barykadami powstańczymi, romantycznej i heroicznej, tragicznej i zwycięskiej...

### Druga lokalizacja pomnika
Na początku lat 90. XX wieku, w związku z projektem odtworzenia zabudowy północnej pierzei placu Teatralnego, pojawiła się konieczność przeniesienia monumentu w nowe miejsce.
14 listopada 1995 pomnik został zdjęty z cokołu, a figurę poddano konserwacji. Projekt adaptacji pomnika w nowym miejscu zlecono jego autorowi, Marianowi Koniecznemu. W czasie prac pojawiły się między innymi rozbieżności co do wysokości cokołu. Marian Konieczny wyobrażał sobie Nike szybującą w chmurach, planując umieścić rzeźbę na bardzo wysokim, 20-metrowym cokole. Na to z kolei nie chciały zgodzić się władze, proponując piedestał o wysokości 6,5 metra. Ostatecznie w drodze kompromisu ustalono wysokość cokołu na 14 metrów.
Nowy cokół został zaprojektowany przez Martę Pinkiewicz-Woźniakowską. Ponieważ pomnik miał stanąć na skarpie powstałej z nasypu gruzu, konieczne było wykonanie głębokiego fundamentu. Cokół został wykonany z żelbetu imitującego naturalny kamień. Jest w środku pusty, co ułatwia dostęp do rzeźby podczas prac konserwacyjnych.
15 grudnia 1997 rzeźbę umieszczono na nowym cokole w nowym miejscu przy Trasie W-Z.

## Filatelistyka
Pomnik został umieszczony na następujących znakach pocztowych:
- 29 kwietnia 1965 – karta pocztowa na 700-lecie Warszawy (znak opłaty 40 groszy, nakład 200 tysięcy egzemplarzy),
- 21 sierpnia 1965 – seria sześciu znaczków i bloczek na 700-lecie Warszawy (Nike na bloczku o nominale 3,40 zł, nakład 1,2 miliona sztuk, projektant Stefan Małecki),
- 10 stycznia 1967 – karta pocztowa na IX Krajowy Zjazd Delegatów Związków Zawodowych Pracowników Łączności (znak opłaty 40 groszy, nakład 312 tysięcy egzemplarzy),
- 17 stycznia 1970 – znaczek na 25-lecie wyzwolenia Warszawy (nominał 0,60 zł, nakład 6 milionów sztuk, projektant Franciszek Barącz, rotograwiura),
- 7 sierpnia 1971 – karta pocztowa na 20-lecie Federacji Bojowników Ruchu Oporu (znak opłaty 40 groszy, nakład 100 tysięcy sztuk),
- 10 sierpnia 1972 – karta pocztowa na XVII Generalny Zjazd Międzynarodowej Unii Radiowej (wartość nominalna 1,65 zł, nakład 97,7 tysiąca sztuk),
- lipiec 1974 – znaczek poczty ZSRR na 30-lecie PRL (nominał 6 kopiejek, nakład 3,4 miliona sztuk, projektant W. Pimienow),
- 17 stycznia 1975 – znaczek na 30-lecie wyzwolenia Warszawy (nominał 1,50 zł, nakład 6 milionów sztuk, projektant Henryk Chyliński na podstawie fotografii Piotra Krassowskiego; uznany za najlepszy polski znaczek 1975 w konkursie Polskiego Związku Filatelistów),
- lipiec 1975 – cztery znaczki poczty wietnamskiej na 30-lecie PRL,
- czerwiec 1977 – karta pocztowa na XXXI Sesję Rady Wzajemnej Pomocy Gospodarczej (znak opłaty – 1 zł, nakład 100 tysięcy sztuk),
- 17 października 1978 – datownik urzędu pocztowego Wiedeń 1150 na 20-lecie austriackiej linii lotniczej AUA łączącej Wiedeń z Warszawą.